# Kodowanie Shannona-Fano
Kodowanie Shannona-Fano – nazwa obejmująca metody kompresji bezstratnej wynalezione równolegle przez Claude’a Shannona i Roberta Fano (opublikowane odpowiednio w 1948 i 1949).
Nazwa „Shannon-Fano” może w zależności od publikacji (oraz kontekstu) obejmować obie metody, metodę Fano lub metodę Shannona.
Kodowanie te dla dyskretnego źródła danych znajduje kod prefiksowy o zbliżonych do optymalnych kodach. Metoda Fano osiąga zazwyczaj słowa kodowe krótsze o 1 bit od metody kodowania Shannona.
Kodowanie Shannona-Fano jest używane w kompresorze ZIP, przy wybranej metodzie kompresji implode.

## Algorytm tworzenia słów kodowych
Algorytm przedstawia się następująco:
1. s – ciąg symboli ze zbioru {\displaystyle S} posortowanych według prawdopodobieństw {\displaystyle p_{i}}
2. funkcja Shannon-Fano(s) (metoda Fano):
  - Jeśli s zawiera dwa symbole, do słowa kodu dla pierwszego symbolu dopisz 0, do słowa kodu dla drugiego symbolu dopisz 1.
  - W przeciwnym razie, jeśli s zawiera więcej niż dwa symbole, podziel je na dwa podciągi s1 i s2 tak, żeby różnica między sumą prawdopodobieństw symboli w s1 i s2 była jak najmniejsza. Do słów kodu dla symboli z s1 dopisz 0, do kodów dla symboli z s2 dopisz 1. Wywołaj rekurencyjnie funkcje: Shannon-Fano(s1) oraz Shannon-Fano(s2).

### Przykład
Niech {\displaystyle S=\{a,b,c,d\},} {\displaystyle p=\{0{,}45;0{,}3;0{,}2;0{,}05\}.}
Początkowo ciąg {\displaystyle s=abcd} (porządek według nierosnącego prawdopodobieństwa).
Składa się z więcej niż 2 symboli, zatem trzeba go podzielić. Możliwe są następujące sytuacje:
1. {\displaystyle s_{1}=a,} {\displaystyle s_{2}=bcd;} różnica prawdopodobieństw 0,1;
2. {\displaystyle s_{1}=ab,} {\displaystyle s_{2}=cd;} różnica prawdopodobieństw 0,5;
3. {\displaystyle s_{1}=abc,} {\displaystyle s_{2}=d;} różnica prawdopodobieństw 0,9.

Wybierana jest pierwsza para, ponieważ różnica prawdopodobieństw podciągów s1 i s2 jest wtedy najmniejsza. Do słów kodu dla symboli z {\displaystyle s_{1}=a} dopisz 0, do słów kodu dla symboli z {\displaystyle s_{2}=bcd} dopisz 1:
```
a = 0
b = 1
c = 1
d = 1
```

Teraz wywoływana jest funkcja Shannon-Fano {\displaystyle (s_{1})} – ten ciąg ma długość 1 i nie jest już dalej przetwarzany. Następnie wykonywane jest Shannon-Fano {\displaystyle (s_{2})} – {\displaystyle s_{2}} jest dłuższy niż 2 i musi zostać podzielony.
Sytuacja jest podobna jak w poprzednim kroku, bo {\displaystyle s_{12}=b} i {\displaystyle s_{22}=cd.} Do słów kodu dla symboli z {\displaystyle s_{12}=b} dopisywane są 0, do słów kodu dla symboli z {\displaystyle s_{22}=cd} dopisywane są 1:
```
a = 0
b = 10
c = 11
d = 11
```

Wywoływana jest funkcja Shannon-Fano {\displaystyle (s_{12})} – ten ciąg ma długość 1, nie jest już dalej przetwarzany. Następnie wykonywane jest Shannon-Fano {\displaystyle (s_{22})} – {\displaystyle s_{22}} ma długość 2, więc tutaj kodowanie kończy się – do słowa kodu pierwszego symbolu {\displaystyle (c)} dopisywane jest 0, a do słowa kodu drugiego kodu {\displaystyle (d)} dopisywana jest 1:
```
a = 0
b = 10
c = 110
d = 111
```

Średnia długość kodu {\displaystyle L_{k}=1\cdot 0{,}45+2\cdot 0{,}3+3\cdot 0{,}2+3\cdot 0{,}05=1{,}8.} W tym przypadku efektywność kodowania wynosi {\displaystyle {\frac {H(S)}{L_{k}}}\cdot 100\%={\frac {1{,}72}{1{,}80}}\cdot 100\%=95\%.} Dla tych samych danych efektywność kodowania Shannona wynosi zaledwie {\displaystyle 73{,}2\%.}